# 1967 Menzel
1967 Menzel este un asteroid din centura principală, descoperit pe 1 noiembrie 1905 de Max Wolf.